# Magny (Eure i Loir)
Magny és un municipi francès, situat al departament de l'Eure i Loir i a la regió de Centre – Vall del Loira. L'any 2007 tenia 641 habitants.

## Demografia

### Població
El 2007 la població de fet de Magny era de 641 persones. Hi havia 219 famílies, de les quals 32 eren unipersonals (16 homes vivint sols i 16 dones vivint soles), 74 parelles sense fills, 109 parelles amb fills i 4 famílies monoparentals amb fills.
La població ha evolucionat segons el següent gràfic:
Habitants censats

### Habitatges
El 2007 hi havia 258 habitatges, 223 eren l'habitatge principal de la família, 24 eren segones residències i 11 estaven desocupats. Tots els 256 habitatges eren cases. Dels 223 habitatges principals, 210 estaven ocupats pels seus propietaris i 13 estaven llogats i ocupats pels llogaters; 1 tenia una cambra, 6 en tenien dues, 25 en tenien tres, 58 en tenien quatre i 133 en tenien cinc o més. 215 habitatges disposaven pel capbaix d'una plaça de pàrquing. A 56 habitatges hi havia un automòbil i a 147 n'hi havia dos o més.

### Piràmide de població
La piràmide de població per edats i sexe el 2009 era:
| Homes | Edats   | Dones |
| ----- | ------- | ----- |
| 0     | 95 o +  | 4     |
| 0     | 90 a 94 | 0     |
| 0     | 85 a 89 | 4     |
| 0     | 80 a 84 | 4     |
| 12    | 75 a 79 | 12    |
| 12    | 70 a 74 | 4     |
| 12    | 65 a 69 | 12    |
| 8     | 60 a 64 | 12    |
| 4     | 55 a 59 | 4     |
| 8     | 50 a 54 | 16    |
| 12    | 45 a 49 | 24    |
| 20    | 40 a 44 | 24    |
| 32    | 35 a 39 | 24    |
| 24    | 30 a 34 | 12    |
| 12    | 25 a 29 | 8     |
| 28    | 20 a 24 | 8     |
| 8     | 15 a 19 | 36    |
| 16    | 10 a 14 | 36    |
| 0     | 5 a 9   | 24    |
| 12    | 0 a 4   | 12    |

## Economia
El 2007 la població en edat de treballar era de 417 persones, 333 eren actives i 84 eren inactives. De les 333 persones actives 315 estaven ocupades (171 homes i 144 dones) i 19 estaven aturades (7 homes i 12 dones). De les 84 persones inactives 32 estaven jubilades, 26 estaven estudiant i 26 estaven classificades com a «altres inactius».

### Ingressos
El 2009 a Magny hi havia 225 unitats fiscals que integraven 662,5 persones, la mediana anual d'ingressos fiscals per persona era de 19.062 €.

### Activitats econòmiques
Dels 6 establiments que hi havia el 2007, 1 era d'una empresa de fabricació d'altres productes industrials, 2 d'empreses de construcció, 1 d'una empresa d'hostatgeria i restauració i 2 d'empreses de serveis.
Dels 2 establiments de servei als particulars que hi havia el 2009, 1 era un taller de reparació d'automòbils i de material agrícola i 1 paleta.
L'any 2000 a Magny hi havia 18 explotacions agrícoles que ocupaven un total de 1.665 hectàrees.

## Equipaments sanitaris i escolars
El 2009 hi havia una escola elemental integrada dins d'un grup escolar amb les comunes properes formant una escola dispersa.

## Poblacions més properes
El següent diagrama mostra les poblacions més properes.